# Livistona australis
Livistona australis is de botanische naam van een Australische palmsoort, die ter plaatse "Australian Cabbage Palm" heet. Ze heeft een grote verspreiding langs de oostkust van Australië, langs de Fraser Islands tot in het noorden van Victoria. Ze vormt meestal belangrijke kolonies, langs rivieren, maar ook in Eucalyptus-bossen.
De bladstelen van de jonge bladeren hebben zeer agressieve pinnen, die later verdwijnen. De grote bloeiwijzen (150 cm) dragen gele bloempjes. De kleine vruchten zijn rood-purper tot roodbruin.
De stam bereikt 18 tot 20 meter in gematigd Europa. Ze kunnen winters in de Benelux overleven, mits beschermd. De plant kan -7 tot -9° overleven. Ook als de bladeren afvriezen of dood gaan, zal de plant in de lente terug uitlopen. Jonge planten zijn gevoelig voor de zon en voor de vorst, ze mogen pas bij een bepaalde grootte buiten geplant worden.